# بریلز
برِیلز (به انگلیسی: Brailes) یک محله مدنی در بریتانیا است که در پنج کیلومتری شرق شیپستون-آن-استور در Stratford-on-Avon واقع شده‌است. بریلز ۱٬۱۴۹ نفر جمعیت دارد.